# Kostel svaté Kateřiny Alexandrijské (Mříčná)
Římskokatolický kostel svaté Kateřiny Alexandrijské je dominantou podkrkonošské obce Mříčná nedaleko Jilemnice v okrese Semily. Je chráněn jako kulturní památka České republiky.
Jeho zvláštností je mimo jiné neobvyklá orientace chrámu – východozápadní směr s odchylkou cca 15°, přičemž věž s hlavním vchodem do chrámové lodi je na východním konci, hlavní oltář a sakristie na západním konci lodi. Kostel tak „stojí čelem k obci“. Další neobvyklostí jsou věžní hodiny na všech čtyřech stěnách.

## Historie
První zmínka o (tehdy dřevěném) kostelu pochází z roku 1352 v soupisu o vybírání papežských desátek jičínským děkanátem. Pravděpodobně byl tedy postaven o něco dříve. V období třicetileté války však byla celá ves vypálena i s kostelem.
K roku 1716 je datována nová zděná stavba kostela v barokním slohu – tehdy pouze loď se sakristií. Stavba byla završena až roku 1787 dokončením chrámové věže.
V letech 1967–69 došlo k velké rekonstrukci kostela: byl rozebrán zchátralý strop lodi a vystavěn zcela nový, přičemž byl brán ohled na estetické i technické provedení. I v době komunismu se tato rekonstrukce podařila. Cibule na vrcholu věže dostaly nové měděné opláštění. Staré mechanické věžní hodiny vystřídal elektricky poháněný stroj a dřevěné věžní ciferníky byly nahrazeny skleněnými s podsvětlením.
V 90. letech kostel neušel porevolučnímu rabování kulturních památek a byl několikrát vyloupen, mezi pachateli byli bohužel i místní občané. Roku 1995 bylo zřízeno elektronické zabezpečení objektu a od téhož roku je chrámová věž v noci nasvěcována zároveň s veřejným osvětlením v obci.
V letech 2006–2009 byl kostel znovu opraven a dostal novou střešní krytinu a nové vnější omítky.
Kostelní varhany pocházejí z roku 1827 a prošly několikerými opravami (1863, 1878, 1947, 1999). Od roku 1968 jsou vedle šlapacího měchu poháněny i elektrickým kompresorem.
V současné době je kostel kromě bohoslužeb využíván velmi často ke koncertům vážné a chrámové hudby, protože má vynikající vnitřní akustiku.

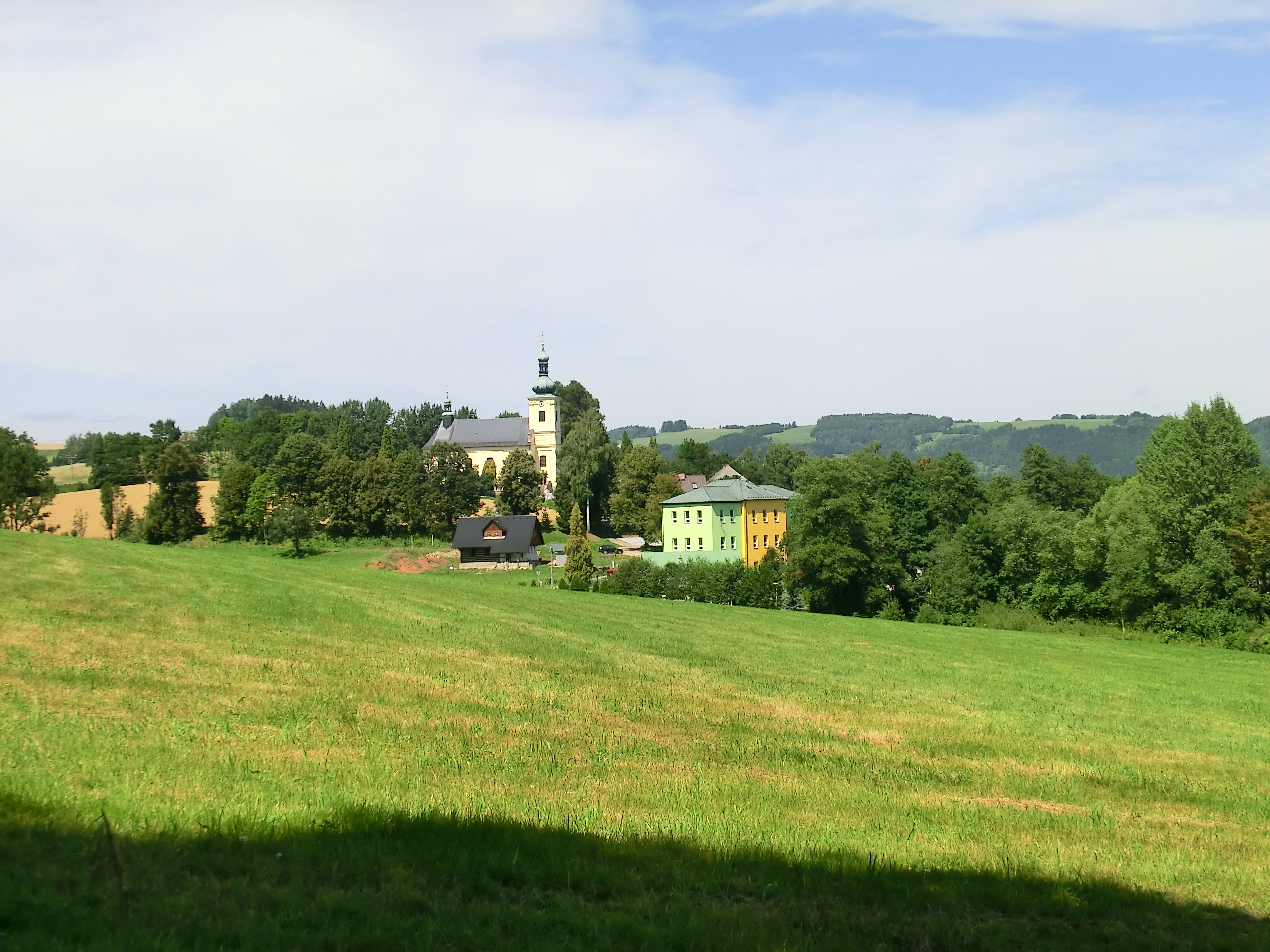
Centrum Mříčné s dominujícím kostelem a školou
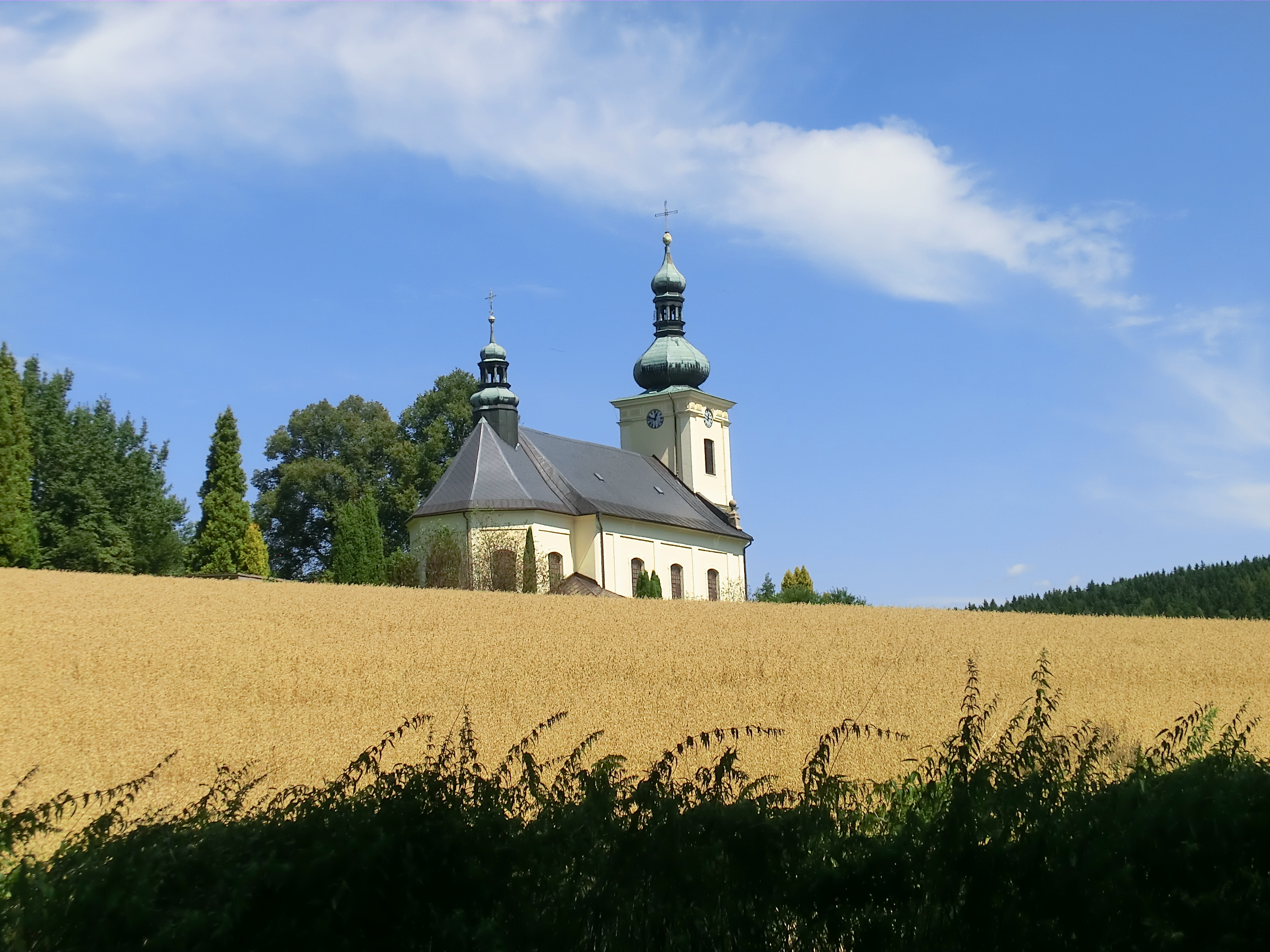
Pohled na kostel při příjezdu do Mříčné
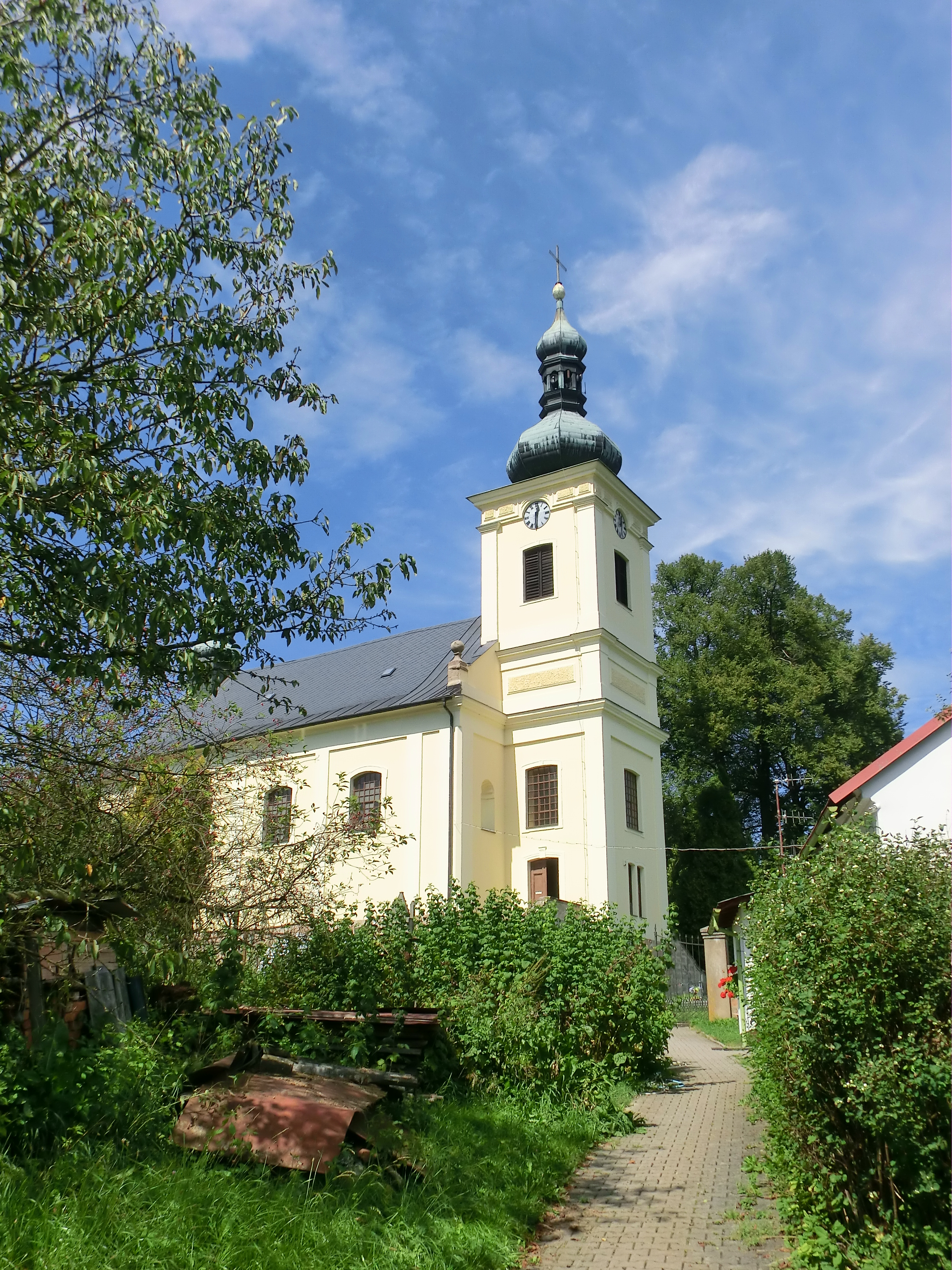
Pohled na kostel při příchodu od školy
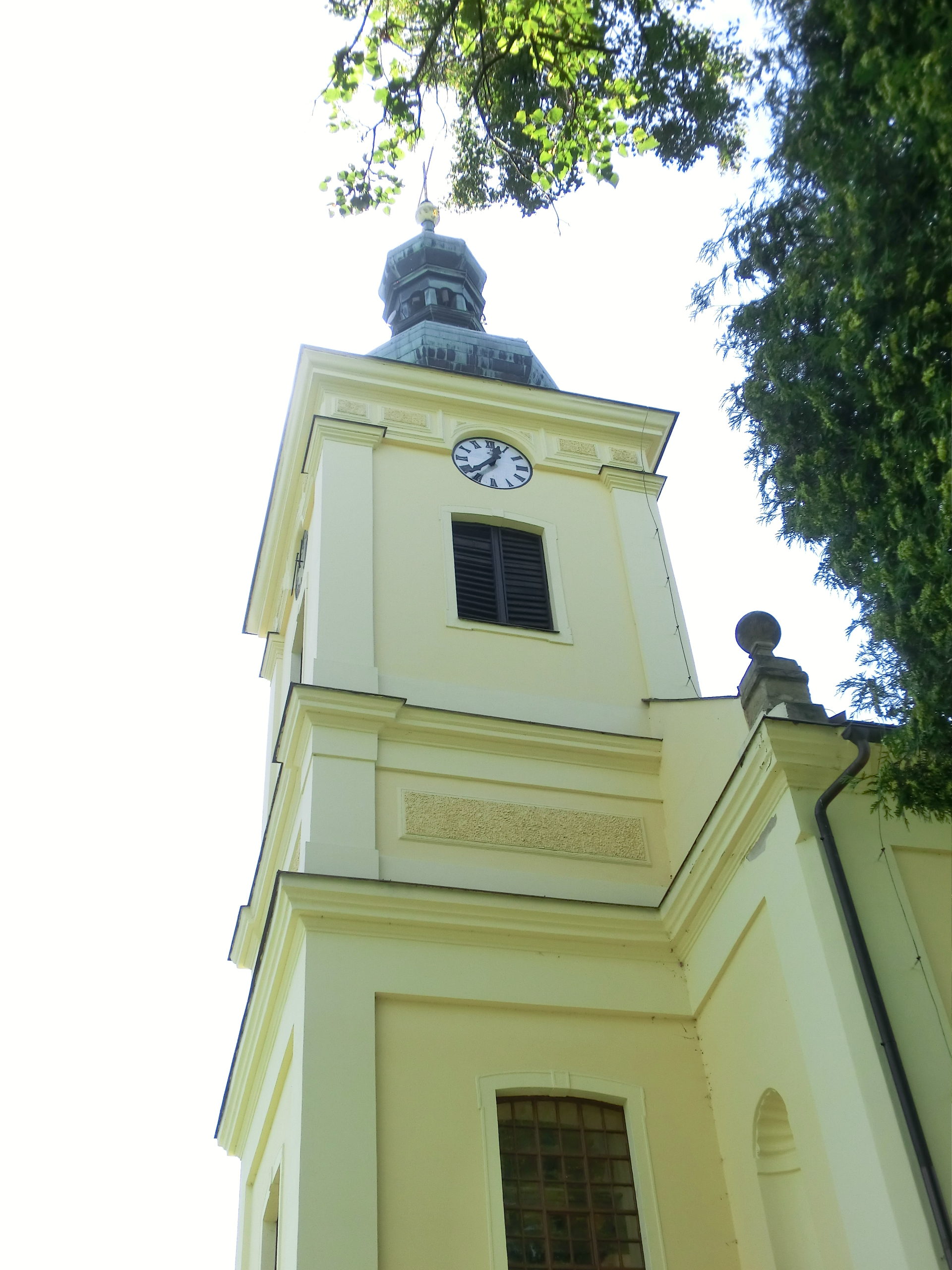
Věžní dominanta
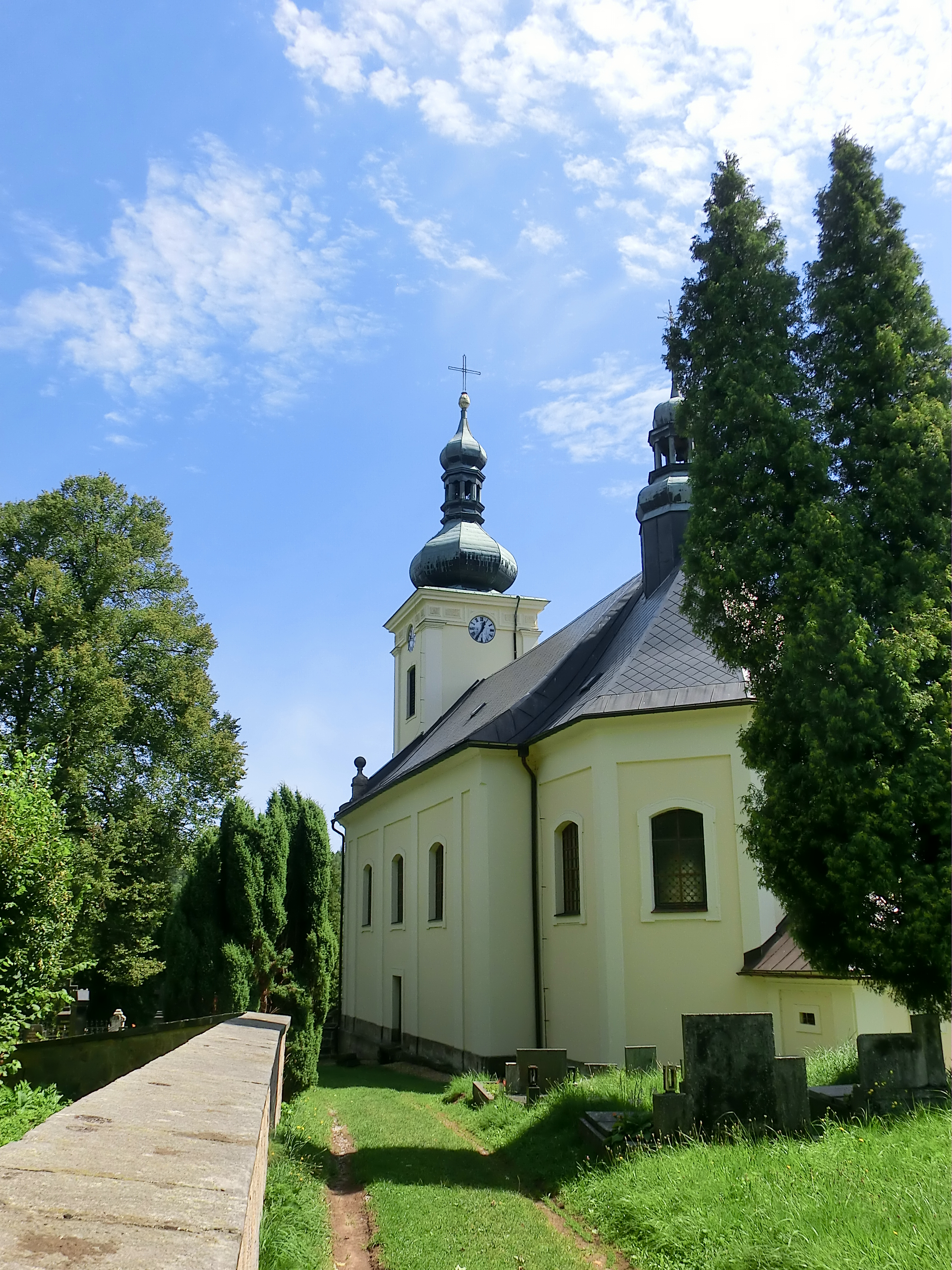
Mohutná kostelní loď
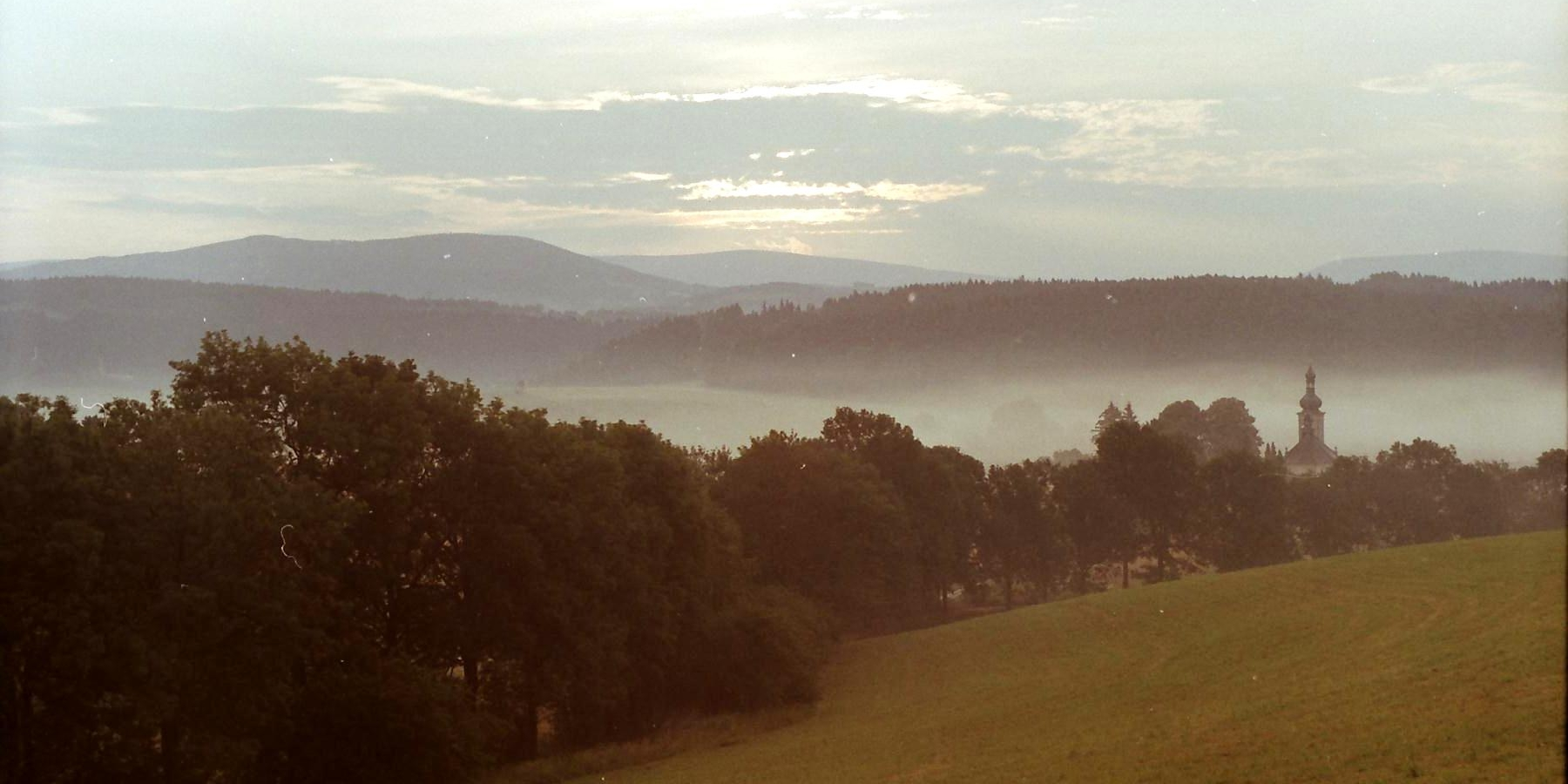
Při ranní mlze vystupuje nad opar pouze těleso kostela
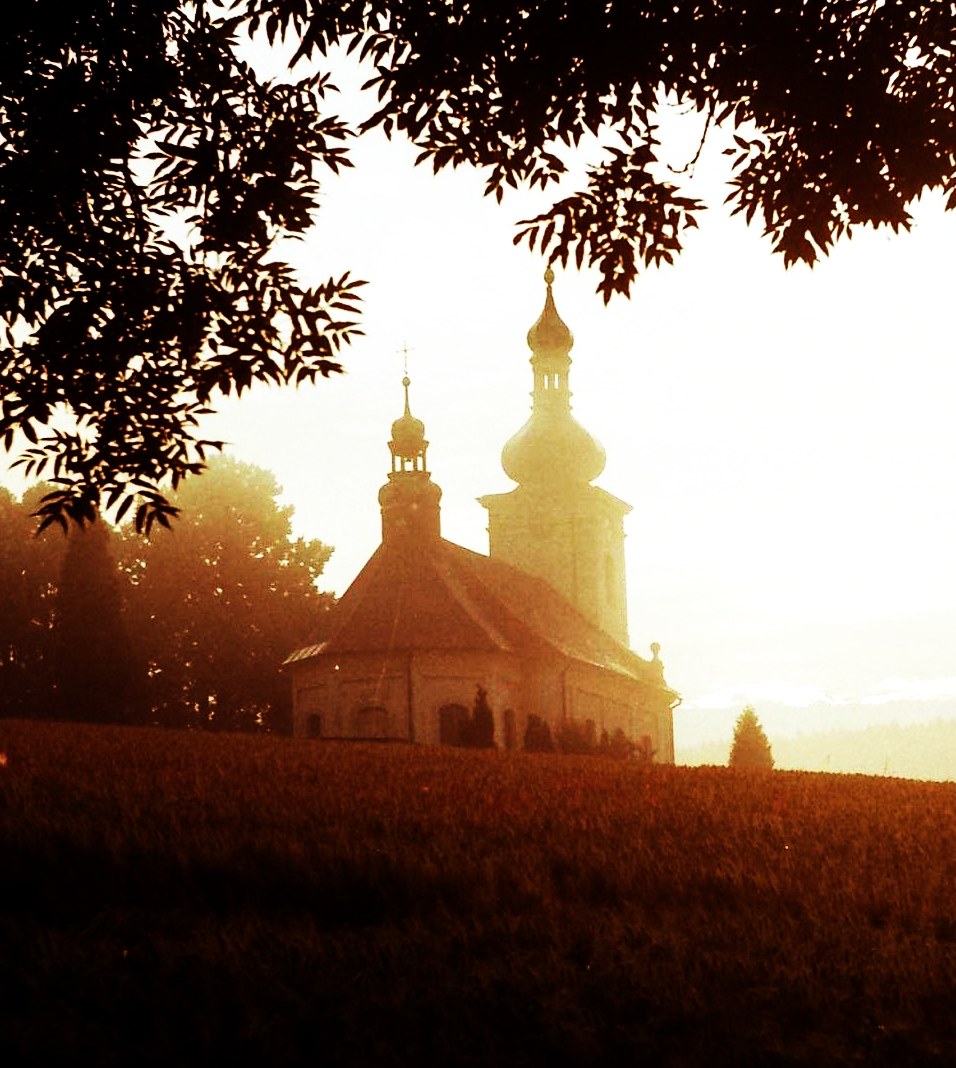
Východ Slunce za kostelem